# 스위스 탄산수
스위스 탄산수는 대한민국의 요들 밴드다.

## 방송
- 아침마당 (2020)
- 가요무대 (2021)
- 불후의 명곡 (2021)
- 락쿵 (2022) - Top6

## 음반
- 제3회 부천 전국 대학 가요제 & 버스킹 대회 수상자 뮤스킹 (SCMP) (2019)
- 고백(GO, Back) (2020)
- Yes, I Can (2021)
- 락쿵 Semi Final Part 2 (2022)
- 락쿵 Final (2022)

## 수상
- 제1회 청춘대학가요제 동상 (2019)
- 부천 전국버스킹대회 동상 (2018)